# Le Cercueil
Le Cercueil ist eine Gemeinde im französischen Département Orne in der Normandie. Sie gehört zum Arrondissement Alençon und zum Kanton Sées. 

## Lage
Nachbargemeinden sind La Bellière im Nordwesten, Montmerrei im Norden, Mortrée mit Saint-Hilaire-la-Gérard im Osten, Tanville im Süden und La Lande-de-Goult im Westen.
Das Gemeindegebiet wird vom Flüsschen Thouane durchquert, das zur Orne entwässert.

## Bevölkerungsentwicklung
| Jahr      | 1962 | 1968 | 1975 | 1982 | 1990 | 1999 | 2008 | 2015 | 2020 |
| --------- | ---- | ---- | ---- | ---- | ---- | ---- | ---- | ---- | ---- |
| Einwohner | 189  | 145  | 179  | 145  | 120  | 143  | 148  | 139  | 138  |

## Sehenswürdigkeiten

Kirche Notre-Dame

- Kirche Notre-Dame
- Gefallenendenkmal